# Сілі-Лейк (Монтана)
Сілі-Лейк (англ. Seeley Lake) — переписна місцевість (CDP) в США, в окрузі Міссула штату Монтана. Населення — 1682 особи (2020).

## Географія
Сілі-Лейк розташоване за координатами 47°9′56″ пн. ш. 113°26′43″ зх. д. / 47.16556° пн. ш. 113.44528° зх. д. (47.165606, -113.445394).  За даними Бюро перепису населення США в 2010 році переписна місцевість мала площу 32,24 км², з яких 31,66 км² — суходіл та 0,58 км² — водойми.

## Демографія
Згідно з переписом 2010 року, у переписній місцевості мешкало 1659 осіб у 751 домогосподарстві у складі 496 родин. Густота населення становила 51 особа/км².  Було 1262 помешкання (39/км²).
Расовий склад населення:
| - 96,0 % — білих - 0,9 % — корінних американців - 0,2 % — азіатів - 0,1 % — вихідців з тихоокеанських островів - 0,1 % — чорних або афроамериканців |

До двох чи більше рас належало 2,2 %. Частка іспаномовних становила 1,9 % від усіх жителів.
За віковим діапазоном населення розподілялося таким чином: 19,0 % — особи молодші 18 років, 61,2 % — особи у віці 18—64 років, 19,8 % — особи у віці 65 років та старші. Медіана віку мешканця становила 49,6 року. На 100 осіб жіночої статі у переписній місцевості припадало 115,2 чоловіків;  на 100 жінок у віці від 18 років та старших — 112,7 чоловіків також старших 18 років.
Середній дохід на одне домашнє господарство  становив 45 121 долар США (медіана — 40 813), а середній дохід на одну сім'ю — 49 257 доларів (медіана — 41 031). За межею бідності перебувало 16,2 % осіб, у тому числі 26,0 % дітей у віці до 18 років та 22,7 % осіб у віці 65 років та старших.
Цивільне працевлаштоване населення становило 429 осіб. Основні галузі зайнятості: виробництво — 19,3 %, мистецтво, розваги та відпочинок — 14,2 %, науковці, спеціалісти, менеджери — 13,8 %, будівництво — 13,8 %.